# Kalenderstab

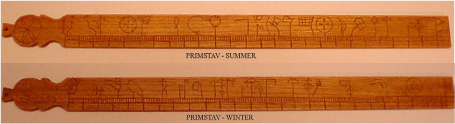
Norwegischer Kalenderstab

Der Kalenderstab ist ein ewiger Kalender, der auf dem 19-jährigen Metonischen Zyklus des Mondes basiert.
Er ist eine schwedische Erfindung, möglicherweise auch eine Weiterentwicklung älterer kontinentaler Kalenderstäbe. Der älteste bekannte, und einzige aus dem Mittelalter, ist der Nyköping-Stab, vermutlich aus dem 13. Jahrhundert. Die meisten der einige tausend erhaltenen sind hölzerne Kalender aus dem 16. und 17. Jahrhundert.
Die Kalenderstäbe wurden auf Pergament geschrieben oder in Stäbe aus Holz, Knochen oder Horn geschnitzt. Während des 18. Jahrhunderts erlebten die Runenkalender eine Renaissance, um 1800 wurden solche Kalender als Tabaksdosen aus Messing gefertigt.
Ein typischer Kalenderstab bestand aus mehreren übereinander liegenden horizontalen Reihen mit Symbolen.
In einer Reihe wurden 52 Wochen zu je sieben Tage durch 52 Wiederholungen der ersten sieben Runen des jüngeren Futhark repräsentiert (vgl. Tagesbuchstabe). Die Runen, die zum jeweiligen Wochentag gehörten, variierten von Jahr zu Jahr.
In einer weiteren waren viele Tage durch eines von 19 Symbolen, das eine der 19 goldenen Zahlen der Jahre des Metonischen Zyklus repräsentiert. In den frühen Kalendern wurde jedes der 19 Jahre des Zyklus durch eine Rune repräsentiert; die ersten 16 waren die 16 Runen des jüngeren Futhark, plus spezieller Runen für die übrigen drei Jahre: Arlaug (goldene Zahl 17), Tvimadur (goldene Zahl 18), und Belgthor (goldene Zahl 19). Auf diesen Tag wird in dem entsprechenden Jahr des Zyklus der Neumond fallen. Beispielsweise werden im 18. Jahr des Zyklus die Neumonde auf alle mit dem Tvimadur markierten Daten fallen. Spätere Kalender benutzten Zahlen im Pentesimal-System für die Werte von 1 bis 19.

Rune Arlaug
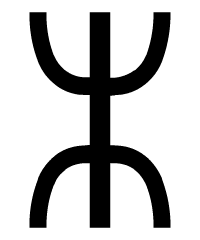
Rune Tvimadur
Rune Belgthor

Besondere Tage wie Sonnenwenden, Äquinoktien und Feiertage waren in einer zusätzlichen Reihe mit Symbolen markiert. Der Kalender ist unabhängig von der Kenntnis der Länge des tropischen Jahres oder des Auftretens von Schaltjahren. Er wurde am Jahresanfang durch die Beobachtung des ersten Vollmondes nach der Wintersonnenwende gesetzt. Der erste Vollmond markierte auch das Datum des Disting, einem heidnischen Fest und Jahrmarkt.